# Фоторезистор
Фоторезистор (на английски – LDR (Light Dependent Resistor)) е полупроводников електронен елемент – резистор, чието съпротивление е в обратнопропорционална зависимост от падащия върху него светлинен поток.
Фоторезисторите се изработват най-често чрез нанасяне на полупроводников материал върху кварцова или керамична подложка. За предпазване от атмосферни влияния, които биха компрометирали неговото функциониране, фоточувствителната част се покрива с прозрачен хидрофобен лак. Фоторезисторът не е генериращ сензор, поради което изисква да му бъде подадено определено работно напрежение, което предизвиква протичането на съответен начален ток – „ток на тъмно“. Облъчването със светлина на полупроводниковата структура на фоторезистора води до генериране на допълнителни токоносители в нея, в резултат на което съпротивлението му пада и поражда намаляване на пада на напрежение между двата му извода. Основен параметър за всеки фоторезистор е специфичната интегрална чувствителност k0 = If/U*Φ [A/V*lm], или отношението на фототока към произведението от приложеното напрежение и падащият светлинен поток. Фототокът зависи и от честотата на светлинната вълна, като има ясно изразен максимум, който може да бъде в инфрачервения, видимия или ултравиолетовия спектър. Фоторезисторите са относително инертни сензори, поради което използването им при честоти над 10 kHz е проблематично.
Основните параметри на фоторезисторите са:
1. Специфична интегрална чувствителност – к0
2. Съпротивление на тъмно – R0
3. Максимално допустимо работно напрежение – Umax
4. Дължина на светлинната вълна съответстваща на максималната чувствителност – λmax
5. Максимална разсейвана мощност – Pmax